# De-Kastri
De-Kastri (Russisch: Де-Кастри) is een plaats (posjolok) in het district Oeltsjski van de Russische kraj Chabarovsk, gelegen aan de Tsjichatsjovbaai (was: De-Kastribaai) van de Japanse Zee. De plaats telt 3.724 inwoners (census 2002). In de plaats bevinden zich een ziekenhuis en een middelbare school.

## Geschiedenis
De-Kastri is vernoemd naar de vroeger gelijknamige baai, waaraan het ligt. De baai werd voor het eerst bezocht in 1787 door de Fransen onder leiding van Jean-François de La Pérouse en werd vernoemd naar sponsor La Croix de Castries. De baai werd gezien als een handige natuurlijke schuilplaats voor militaire schepen. In 1853 werd een nederzetting gesticht aan de baai. Dit was vijf jaar voordat Rusland het gebied officieel verwierf van China bij het Verdrag van Aigun. Om die reden was er een speciaal overheidsbevel uitgevaardigd om geen gebied ten zuiden van het estuarium van de Amoer in gebruik te nemen. Desalniettemin stuurde Gennadi Nevelskoj het jongste lid van zijn expeditie Nikolaj Bosnjak in de lente van 1853 met een tweetal kozakken en een Toengoes naar de baai om er een post te vestigen. Hij vestigde er de nederzetting Aleksandrovski post.
Een jaar later, tijdens de Krimoorlog en na de Belegering van Petropavlovsk, besloot de bevelhebber van Petropavlovski Gavan, schout-bij-nacht Vasili Zavojko, wegens de moeilijke bevoorrading en verdediging van deze uithoek van het Russische Rijk om niet te wachten op een nieuwe aanval maar zich direct van Kamtsjatka terug te trekken. Begin 1855 voer daarop een Russisch eskader met wapens en bevolking onder leiding van Zavojko naar het estuarium van de Amoer. Deze was echter nog bevroren en daarom besloot Zavojko om zich te verschuilen in de De-Kastribaai in afwachting van de dooi. Een Brits-Franse oorlogsmacht, was hen, nadat duidelijk was dat Petropavlovsk verlaten was, echter achterna gevaren en de voorhoede spotte alsnog de Russische schepen in de baai. In dichte mist wisten de schepen echter te ontsnappen alvorens de Brits-Franse versterkingen konden arriveren.
In 1858, toen de eerste plannen voor de Russische spoorwegen werden opgesteld, stelde Moeravjov-Amoerski voor om een spoorlijn aan te leggen tussen het dorp Sofiejskoje aan de Amoer en Aleksandrovski post. Deze plannen werden echter nooit gerealiseerd; de spoorlijn werd veel zuidelijker getrokken, naar Vladivostok. Ook de latere BAM werd zuidelijker getrokken, naar Vanino.
In 1890 bezocht Anton Tsjechov de plaats en schreef erover in zijn boek Eiland Sachalin met de vermelding dat er een paar huizen en een kerk stonden met een priester die uit de nederzetting Mariinsk komt. Ook schreef hij dat er weinig zonnige dagen waren en dat hij er een grote vis ving. Begin 20e eeuw werd de militaire post opgegeven, maar de nederzetting bleef bestaan. In de loop van de Russisch-Japanse Oorlog landden op 10 juli 1905 Japanse soldaten in de baai. Tijdens de Russische Burgeroorlog werd de nederzetting van 11 januari tot 27 februari 1920 bezet door een detachement van 48 man van het Witte Leger onder leiding van Ivan Vits. De witten hoopten de nederzetting te kunnen behouden tot de aankomst van versterkingen over zee in de vorm van Japanse troepen. Na een korte belegering werd de plaats echter ingenomen door troepen van het Rode Leger. Vits, wanhopig door het verlies van Nikolajevsk aan de Amoer en De-Kastri, zette daarop een pistool tegen zijn hoofd en pleegde zelfmoord in de nabijgelegen vuurtoren Klosterkampski. In 1932 werden rondom De-Kastri (net als bij Sovjetskaja Gavan) kustvestingswerken aangelegd tegen de zuidelijke Japanse troepen, die toen Zuid-Sachalin (Karafuto) in bezit hadden. In 1940 werd er een marinebasis aangelegd met kustbatterijen. Tijdens de Tweede Wereldoorlog werden er in het geheim marineschepen geplaatst. Na de oorlog werden alle versterkingen verlaten.

## Economie en vervoer
De grootste bedrijven in de plaats zijn een bosbouwbedrijf (De-Kastriles) en een winkelcentrum (De-Kastrinski Torgovy dom).
De plaats heeft een wegverbinding met Komsomolsk aan de Amoer en een zeehaven waar olietankers tot 70.000 ton (gepland op 110.000 ton) en universele schepen tot 5.000 ton terechtkunnen. De haven slaat met name hout (jaarlijks 550.000 tot 580.000 m³) en ruwe olie over. Ze is het hele jaar toegankelijk, in de winter met behulp van ijsbrekers. In de haven bevindt zich de brandstofolieterminal Exxon Neftegaz Ltd., die opgezet is in het kader van het project Sachalin-1. In maart 2006 werd een kade aangelegd die bijna 6 kilometer de zee insteekt, waar grote olietankers kunnen afmeren. Hierdoor is de plaats de grootste haven geworden voor de export van olie, die de haven bereikt via een 221 kilometer lange oliepijpleiding vanaf de olievelden rond Sachalin. Er zijn plannen voor een oliepijpleiding vanaf De-Kastri naar de olieraffinaderij van Komsomolsk aan de Amoer met een jaarlijkse capaciteit van 3 tot 4 miljoen ton.

## Bezienswaardigheden
In de plaats bevindt zich een museum. Op de nabijgelegen Kaap Orlov (de vroegere Kaap Kloster-Kamp) staat een vuurtoren en nabij de plaats bevinden zich catacomben uit de tijd van de Tweede Wereldoorlog en restanten van fortificaties tegen de Japanse troepen op Zuid-Sachalin. Andere bezienswaardigheden zijn de peloidbaden in de lagune Somon, de berg Kazakevitsja (579 meter) en de Duivelsrug (Tsjortov chrebet) met de berg Belaja (880 meter).